# 化德站
化德站，位于中华人民共和国内蒙古自治区乌兰察布市化德县，是集通铁路上的火车站，建于1997年，由集通铁路公司管辖。

## 歷史
- 建于1997年。

## 車站周邊
- 德福大酒店
- 化德一中
- 中国铁通益民大街营业厅
- 化德县第三小学
- 化德莲德医院
- 中国农业银行先锋街分理处
- 中国邮政储蓄银行知青路营业所
- 化德国际酒店
- 化德汽车站
- 化德县农牧局
- 化德县人民医院
- 化德县国土资源局

## 外部連結
- 中国铁路客户服务中心 （页面存档备份，存于）